# Чайковський Іван
Іва́н Чайко́вський — український маляр 18 століття.

## Життєпис
У 1753—1755 роках розмальовував та виконував золочення в палаці та придворній церкві гетьмана Кирила Розумовського в Глухові, згодом у Козельці. Автор ікон «Розп'яття», «Христос у вертограді», «Святий Дух». 1755 року для Андріївської церкви в Києві виконав картину апокаліптичного змісту.